# Нестеров, Михаил Гаврилович
Михаил Гаврилович Нестеров — советский хозяйственный, государственный и политический деятель, Герой Социалистического Труда.

## Биография
Родился в 1906 году в селе Мамешево. Член КПСС с 1927 года.
С 1935 года — на хозяйственной, общественной и политической работе. В 1935—1976 гг. — инженер, технолог, начальник цеха завода № 205 имени Н. С. Хрущёва Наркомата судостроительной промышленности СССР, главный инженер на заводе № 703 НКСП СССР в Москве, директор завода № 192 Московского городского совнархоза/завода «Радиоприбор» Министерства общего машиностроения СССР.
Указом Президиума Верховного Совета СССР от 26 апреля 1971 года присвоено звание Героя Социалистического Труда с вручением ордена Ленина и золотой медали «Серп и Молот».
Умер в Москве в 1982 году. Похоронен в закрытом колумбарии Ваганьковского кладбища.